# Giuseppe Vescovo
Giuseppe Vescovo (Gorizia, 16 agosto 1922 – ...) è stato un calciatore italiano, di ruolo attaccante.

## Carriera
Nella stagione 1940-1941 segna una rete in 10 presenze con la maglia della Pro Gorizia, nel campionato di Serie C. Rimane in rosa con i biancazzurri anche nella stagione 1941-1942, sempre in terza serie.
Dopo il termine del conflitto mondiale riprende a giocare con la Pro Gorizia: nella stagione 1945-1946 gioca 2 partite in seconda serie, mentre nella stagione 1946-1947 scende in campo in tutte e 38 le partite di campionato giocate dalla sua squadra, segnando 6 reti. Rimane in rosa anche durante la stagione 1947-1948, nella quale segna una rete in 14 presenze in Serie B.
Nella stagione 1952-1953 e nella stagione 1953-1954 ha giocato in IV Serie con il Campobasso.
In carriera ha giocato complessivamente 54 partite in Serie B, durante le quali ha segnato complessivamente 7 reti.

## Palmarès

### Club

#### Competizioni nazionali
- Serie C: 1

Pro Gorizia: 1941-1942